# 皆川盤水
皆川 盤水（みなかわ ばんすい、1918年10月25日 - 2010年8月29日）は、福島県出身の俳人。本名・正巳。

## 生涯
磐城（現いわき市）生。日本大学法学部卒。少年時代に兄・二樓、叔父・山田孤舟の影響で俳句をはじめる。戦後、「かびれ」同人を経て、1958年に「風」同人。1966年、「春耕」創刊・主宰。同誌では棚山波朗、山田春生、伊藤伊那男らを育てた。1993年、句集『寒靄』により第33回俳人協会賞受賞。
代表句に「月山に速力のある雲の峰」などがある。みちのくの風土に即した明るく男性的な句風で、「風」参加以後は即物具象に徹した。また歌人・斎藤茂吉に造詣が深くその影響も受けている。2008年、「春耕」名誉主宰に就任。2010年死去、91歳。俳人協会顧問も務めた。

## 著書
句集
- 『積荷』 1964年
- 『銀山』 1975年
- 『板谷』 1980年
- 『山晴』 1984年
- 『板谷峠』 1990年
- 『寒靄』 1993年
- 『随處』 1994年
- 『暁紅』 1996年
- 『高幡』 1999年
- 『山海抄』 2004年
- 『花遊集』 2007年
- 『凌雲』 2011年
- 『自註現代俳句シリーズ 皆川盤水集』 1981年

俳書
- 『俳壇人物往来』 1982年
- 『続 俳壇人物往来』 1992年
- 『山野憧憬』 1986年
- 『すぐ役立つ俳句入門事典』 1993年
- 『俳句の魅力』 1995年
- 『旅』 1995年
- 『芭蕉と茂吉の山河』 2000年
- 『わかりやすい現代の名句鑑賞』 2001年